# 大柴峠
大柴峠（おおしばとうげ）は、秋田県鹿角市にある山である。

## 概要
標高731.5m。安久谷川と大清水川（いずれも米代川水系支流大湯川流域）の間の尾根筋に位置する。
来満街道（大柴峠、大柴峠越え）は、藩政時代に尾去沢鉱山の粗銅が牛の背に載せられ、陸奥湾に接する野辺地湊から日本海経由で長崎などへ運ばれたほか、巡見使の通る道筋でもあった。現在も旧道が残っているが、笹や潅木が繁っている。
山麓の登山口周辺の上折戸集落跡には、秋田県鹿角市遺跡詳細分布調査報告書記載の折戸遺跡（縄文時代）や昌斎館跡（中世）などの遺跡がある。また、北畠昌教のものと伝えられている墓が残されている。
登山口から進み、標高550m程度の大明神の尾根(鉢巻山)という平たい場所に明神堂の朽ちた石祠と、70cm程度の御題目塔が立っている。これは1909年(明治42年)に造られたものである。しかし、この部分の山道は付け替えが何度も行われており、現在の山道はこの大明神の尾根よりも約15m下を通っている。標高645m程度の左上方に小柴峠一里塚がある。ここを過ぎると大柴峠に至る。大柴峠からはさらに戸倉川に向かって三戸鹿角街道は続いていた。